# Grenfåfoting
Grenfåfoting (Decapauropus cuenoti) är en mångfotingart som beskrevs av Paul Auguste Remy 1931. Grenfåfotingen ingår i släktet Decapauropus och familjen fåfotingar. Arten är reproducerande i Sverige. Inga underarter finns listade i Catalogue of Life.

## Utbredning
Arten är mycket vanlig i Europa från Norge, Sverige och Finland till Medelhavsområdet, inklusive Nordafrika. Den finns även på Madeira, Réunion och i USA.

## Ekologi
Habitatet utgörs av ett stort antal markbunda biotoper. Den är vanlig i lövskogar på mulljord, även torr sådan. Grenfåforingen livnär sig framför allt genom att suga ut svamphyfer. Åtminstone i Norden förökar sig arten partenogenetisk, det finns inga hanar, utan honorna får avkomma utan befruktning.